# ディーン・ハイベルツ
ディーン・ハイベルツ（Dean Huiberts、2000年5月16日 - ）は、オランダ・エメン出身のサッカー選手。KベールスホットVA所属。ポジションはMF。

## クラブ経歴
2019年6月14日、PECズヴォレと最初のプロ契約を結んだ。同年8月11日、FCユトレヒトとのリーグ戦でトップチームデビューを果たした。
2024年1月30日、KベールスホットVAにレンタル移籍した,。7月15日に完全移籍となった。

## 人物
元サッカー選手のマックス・ハイベルツは実父。